# راجش ماپوسکار
راجش ماپوسکار (انگلیسی: Rajesh Mapuskar؛ زادهٔ ۲۶ سپتامبر ۱۹۶۸) کارگردان فیلم است. وی از سال ۱۹۹۱ میلادی تاکنون مشغول فعالیت بوده‌است. وی برنده جایزه ملی فیلم بهترین کارگردانی شده‌است.